# عبد الحليم (عزبة)
عزبة عبد الحليم قرية تابعة لمركز السادات في محافظة المنوفية في جمهورية مصر العربية.